# Diadasina distincta
Diadasina distincta är en biart som först beskrevs av Holmberg 1903.  Diadasina distincta ingår i släktet Diadasina och familjen långtungebin. Inga underarter finns listade i Catalogue of Life.